# Duguetia surinamensis
Duguetia surinamensis este o specie de plante angiosperme din genul Duguetia, familia Annonaceae, descrisă de Robert Elias Fries. Conform Catalogue of Life specia Duguetia surinamensis nu are subspecii cunoscute.